# Università di Kazan'

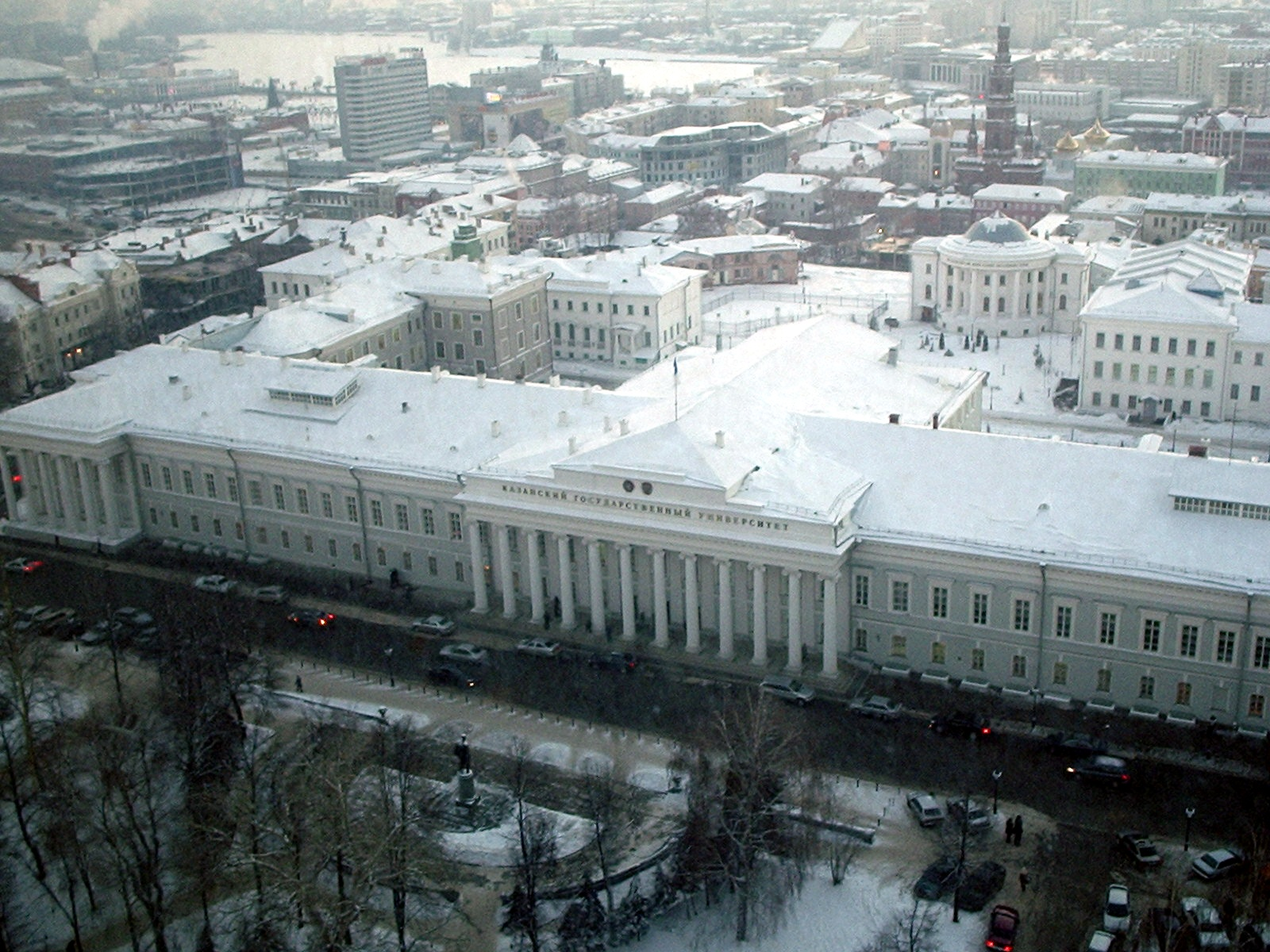
L'edificio principale dell'università, del XIX secolo

L'Università di Kazan si trova a Kazan' nel Tatarstan, Russia. Fu fondata nel 1804. Il famoso matematico Nikolaj Ivanovič Lobačevskij ne fu rettore dal 1827 al 1846. Il rettore attuale è Il'šat Gafurov.

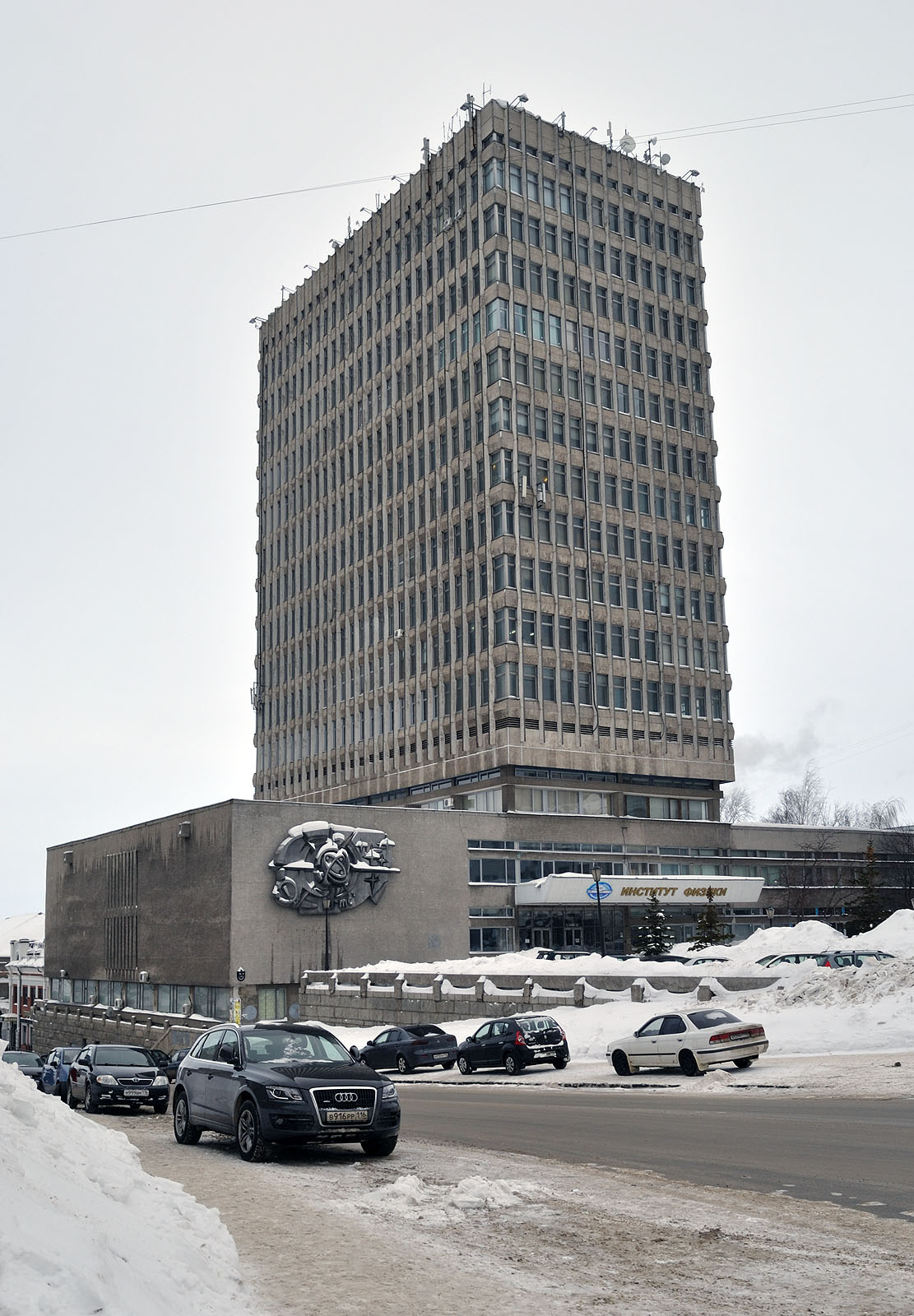

L'Università di Kazan è anche conosciuta come l'ambiente scientifico in cui nacque la chimica organica e ciò è dovuto al lavoro di Aleksandr Butlerov, Vladimir Markovnikov, Aleksandr Erminingel'dovič Arbuzov ed altri.